# Liste der Monuments historiques in Foissy
Die Liste der Monuments historiques in Foissy führt die Monuments historiques in der französischen Gemeinde Foissy auf.

## Liste der Immobilien
| Bezeichnung       | Beschreibung | Standort                                  | Kennzeichnung | Schutzstatus | Datum | Bild           |
| ----------------- | --- | ----------------------------------------- | ------------- | ------------ | ----- | -------------- |
| Château d’Antigny | Burg, ab dem 12. Jahrhundert, nördliches und südliches Corps-de-Logis aus dem 16. bzw. 18. Jahrhundert; mit französischem Garten, Laubengang und Terrassen | Antigny-le-Château, rue du Château (Lage) | PA00112058    | Classé       | 1993  | weitere Bilder |

## Liste der Objekte
| Bezeichnung                             | Beschreibung                                  | Standort                               | Kennzeichnung | Schutzstatus | Datum | Bild |
| --------------------------------------- | --------------------------------------------- | -------------------------------------- | ------------- | ------------ | ----- | ---- |
| Tabernakel                              | Kalkstein, bezeichnet 1513                    | Foissy, in der Kirche St-Martin (Lage) | PM21001235    | Classé       | 1862  |      |
| Skulptur Madonna mit Kind               | Kalkstein, farbig gefasst, 15. Jahrhundert    | Foissy, in der Kirche St-Martin (Lage) | PM21001236    | Classé       | 1912  |      |
| Skulptur Markus der Evangelist          | Kalkstein, Ende des 15. Jahrhunderts          | Foissy, in der Kirche St-Martin (Lage) | PM21001237    | Classé       | 1933  |      |
| Skulptur eines Mönchs mit Märtyrerpalme | Kalkstein, zweite Hälfte des 15. Jahrhunderts | Foissy, in der Kirche St-Martin (Lage) | PM21001238    | Classé       | 1936  |      |
| Glocke                                  | Bronze, 1706 gegossen                         | Foissy, in der Kirche St-Martin (Lage) | PM21001239    | Classé       | 1943  |      |
| Skulptur Heilige Katharina              | Holz, farbig gefasst, 16. Jahrhundert         | Foissy, in der Kirche St-Martin (Lage) | PM21001240    | Classé       | 1967  |      |